# Смеђа мишјакиња
Смеђа мишјакиња (лат. Colius striatus) највећа је врста птице из породице мишјакиња.

## Опис
Дуга је око 35 центиметара, а реп јој најчешћe заузима око половину тела. Тешка је просечно 57 грама. Перје је бледе, мишје-смеђе боје на глави и леђима (укључујући и истакнуту кукму). Горњи део кљуна је црн, а доњи је помало ружичасте боје. Ретка белоглава мишјакиња често се може помешати с овом птицом, али разлике између њих ипак се могу уочити.
Смеђа мишјакиња није баш најпознатија по својој песми, али баш као и птице певачице, јако је гласна. Док је у лету, може се чути њен цркутави позив тсу-тсу, али и онај код узбуне тиск-тиск.

## Распрострањеност
Распрострањена је од Камеруна до Еритреје и Етиопије, јужно кроз источну Африку, све до југа Јужноафричке Републике. Већина станишта прикладна су за врсту, осим прашума и безводних подручја. Масовно је распрострањена у саванама и отвореним шумовитим крајевима, као и у стаништима бујне вегетације.

## Исхрана и размножавање
Смеђа мишјакиња је фругиворна - храни се воћeм, бобицама, лишћeм, семеном и нектаром. Изразито је друштвена птица, храни се заједно с другим јединкама.
Код ове птице гнежђење се може догодити у било којем годишњем добу. Гнездо је неуредно, облика шалице. Направљено је од биљног или животињског материјала и испуњено лишћем. Понекад може укључивати и платно или папир. Доста је велико за птице. У његовом прављењу учествују и мужјак и женка. Јаја су обично светлије боје. У гнезду се налази обично 3-4 јајета, највише седам, која инкубирају оба пола 17-18 дана. Тек излегнуте птице хране родитељи, али често око тога имају и помагаче, обично младе птице излегнуте током претходног гнежђења. Птићи први пут остављају гнездо обично након 17-18 дана од изласка из јајета. Самостално почињу да се хране након нешто више од месец дана.